# Seznam madžarskih vaterpolistov
Seznam [Madžari|madžarskih]] vaterpolistov.

## B
- Tibor Benedek
- Péter Biros

## D
- Ádám Decker
- Attila Decker

## E
- Balázs Erdélyi

## F
- László Felkai
- Rajmund Fodor

## G
- Miklós Gór-Nagy

## H
- Balázs Hárai
- Norbert Hosnyánszky

## K
- Tamás Kásás
- Dénes Kemény
- Gábor Kis
- Gergely Kiss

## M
- Norbert Madaras
- Krisztián Manhercz
- Tamás Märcz
- Tamás Mezei
- Endre Molnár
- Tamás Molnár

## N
- Viktor Nagy

## S
- Zoltán Szécsi
- István Szívós
- Márton Szivós

## T
- Sándor Tarics
- Béla Török

## V
- Márton Vámos
- Dániel Varga
- Dénes Varga

## Z
- Gergő Zalánki